# メチオニンtRNAリガーゼ
メチオニンtRNAリガーゼ(Methionine—tRNA ligase、EC 6.1.1.10)は、以下の化学反応を触媒する酵素である。
ATP + L-メチオニン + RNA{\displaystyle \rightleftharpoons }AMP + 二リン酸 + L-メチオニルtRNAMet

従って、この酵素は、ATPとL-メチオニンとRNAの3つの基質、AMPと二リン酸とL-メチオニル-tRNAMetの3つの生成物を持つ。
この酵素はリガーゼに分類され、特にアミノアシルtRNAと関連化合物に炭素-酸素結合を形成する。系統名はL-メチオニン:tRNAMetリガーゼ(AMP生成)(L-Methionine:tRNAMet ligase (AMP-forming))である。メチオニルtRNAシンターゼ、メチオニントランスラーゼ等とも呼ばれる。この酵素は、メチオニン代謝、セレノアミノ酸代謝及びアミノアシルtRNAの生合成の3つの代謝経路に関与している。

## 構造
2007年末時点で、21個の構造が解かれている。蛋白質構造データバンクのコードは、1A8H、1F4L、1MEA、1MED、1MKH、1P7P、1PFU、1PFV、1PFW、1PFY、1PG0、1PG2、1QQT、1RQG、1WOY、2CSX、2CT8、2D54、2D5B、2DJV、2HSNである。